# Depresión de 1882-1885
La Depresión de 1882–1885, llamada también Recesión de 1882–1885, fue una contracción económica en los Estados Unidos que duró desde marzo de 1882 hasta mayo de 1885, según la Oficina Nacional de Investigación Económica (NBER). Con una duración de 38 meses, fue la tercera recesión más larga en la cronología de ciclos económicos desde 1854. Solo la Gran Depresión (1929-1941) y la Larga Depresión (1873-1879) fueron más largas.

## Historia

### Origen
La Depresión de 1882–1885 no se inició por un desastre financiero o un miedo excesivo de la población, sino que fue una recesión económica que se produjo a través de un proceso prolongado y gradual. La recesión estuvo precedida por un período de prosperidad durante los años 1879 a 1882, un crecimiento impulsado por la expansión de la industria ferroviaria estadounidense y la apertura de oportunidades económicas asociadas con el desarrollo del sistema de transporte. Durante este intervalo, la construcción anual de ferrocarriles se cuadruplicó, pasando de 2,665 millas (4,289 km) en 1878 a 11,569 millas (18,619 km) en 1882. Según una estimación de 1997, la expansión de este sector representó un 15% de la formación de capital estadounidense durante la década de 1880.
Además, Estados Unidos experimentó una balanza comercial internacional favorable durante el período de crecimiento de 1879 – 1882, un hecho que tuvo el efecto de expandir la oferta monetaria del país, facilitando el crédito y la inversión.
En 1882, esta tendencia se invirtió, lo que acarreó una disminución de la construcción de ferrocarriles y una disminución de las industrias auxiliares, particularmente del hierro y el acero. La mala gestión y las guerras de tarifas afectaron negativamente a la rentabilidad y al empuje de los ferrocarriles como inversión; el dinero se agotó y la construcción de nuevas líneas se vio afectada negativamente, cayendo de 11,569 millas en 1882 a 6,741 millas en 1883.

### Pánico de 1884
Un acontecimiento económico importante durante la recesión fue el pánico de 1884.
La recesión de 1884 fue severa con aproximadamente el 5% de todas las fábricas y minas estadounidenses completamente cerradas durante los 12 meses que van desde el 1 de julio de 1884 hasta el 1 de julio de 1885. Además, se dijo que otro 5% de esas empresas habían cerrado durante parte del año. Aproximadamente 1 millón de trabajadores estadounidenses estaban sin trabajo durante esta depresión económica.

### Causas
Al igual que la Larga Depresión que la precedió, la Depresión de 1882-1885 fue más una depresión de los precios que una depresión de la producción, ya que los precios y los salarios se contrajeron mientras que la producción bruta permaneció más o menos constante.
Los observadores contemporáneos estaban desconcertados por la recesión y los agentes de la incipiente Oficina de Estadísticas Laborales de Estados Unidos realizaron amplias encuestas sobre el tema. En un informe publicado por el Comisionado de Trabajo Carroll D. Wright, se encontró que la explicación de la depresión de 1882 variaba mucho según la profesión del observador, con banqueros y comerciantes que tendían a culpar a razones financieras o comerciales, miembros del clero que tendían a culpan a las causas sociales combinadas con la providencia divina, los fabricantes tienden a culpar a las causas regulatorias y las demandas salariales de los trabajadores, y los trabajadores tienden a identificar la sobreproducción debido a la introducción de nueva maquinaria que ahorra mano de obra y los bajos niveles salariales que hacen imposible consumir la cantidad total de salida.
La Oficina compiló una larga lista alfabética de las causas alegadas por los encuestados, que incluía, entre otros factores propuestos, defectos en el sistema bancario, el lugar del crédito en la agricultura, el uso de mano de obra infantil, los efectos negativos del monopolio corporativo, un falta de confianza pública en el futuro de la economía, expansión del papel de la plata en el sistema monetario debido a una relación de precios desigual entre el oro y la plata, inmigración excesiva, el uso extendido de maquinaria que ahorra mano de obra, un crecimiento de la inversión especulativa y manipulación del mercado, el declive de la construcción de ferrocarriles, los efectos negativos de una política de tarifas altas y la creciente consolidación de la riqueza en manos de unos pocos.

### Legado
Los datos económicos de la época son muy irregulares. Mucho de lo que se sabe proviene de los reportajes del periódico económica  Commercial & Financial Chronicle. En términos de severidad, según Victor Zarnowitz, los índices de actividad empresarial muestran que la recesión no fue tan severa como las caídas de 1873, 1893 y 1921, pero fue más severa que las otras recesiones entre la guerra civil estadounidense y la Gran Depresión. Con una duración de 38 meses, esta es la tercera recesión más larga en la cronología de ciclos económicos de NBER desde 1854 hasta el presente. Solo la Gran Depresión y la Larga Depresión de 1873–1879 son más largas.